# Jan Gawron
Jan Roman Gawron (ur. 4 lutego 1938 w Kubaczynie) – polski malarz, profesor sztuk plastycznych. Specjalizuje się w malarstwie, malarstwie architektonicznym, technologii działań plastycznych oraz zastosowaniach żywic syntetycznych w malarstwie architektonicznym. Profesor Uniwersytetu Zielonogórskiego.

## Życiorys
Do szkoły podstawowej uczęszczał w Granowie. Przez dwa lata uczył się w liceum w Grodzisku Wielkopolskim, a maturę uzyskał w Poznaniu. W 1966 ukończył studia w Państwowej Wyższej Szkole Sztuk Plastycznych. Tam w 1972 przeprowadził przewód kwalifikacyjny I stopnia, w 1975 przewód kwalifikacyjny II stopnia i uzyskał tytuł docenta, a w 1992 stanowisko profesora malarstwa. Tytuł naukowy profesora sztuk plastycznych otrzymał w 1996.
Na macierzystej uczelni kierował m.in. Zakładem Technologii Malarstwa (1972), Katedrą Kształcenia Ogólnoplastycznego (1977), w latach 1978–1981 był prorektorem ds. naukowych.
Od 1992 pracował w Wyższej Szkole Pedagogicznej w Zielonej Górze, m.in. jako kierownik Zakładu Malarstwa (1997-1999), dyrektor Instytutu Sztuki i Kultury Plastycznej (od 1999-2002). Po utworzeniu w 2001 Uniwersytetu Zielonogórskiego, pracował tam jako profesor zwyczajny i kierownik w Zakładzie Sztuk Plastycznych i Wizualnych Katedry Architektury i Urbanistyki Wydziału Budownictwa, Architektury i Inżynierii Środowiska Uniwersytetu Zielonogórskiego. Zaprojektował herb gminy Granowo. Pasjonat i hodowca koni.

## Odznaczenia
- 1972 – Brązowy Krzyż Zasługi[5]
- 1976 – Złoty Krzyż Zasługi[1]
- 1977 – Odznaka „Zasłużony Działacz Kultury”[5]
- 2002 – Krzyż Kawalerski Orderu Odrodzenia Polski[6]
- 2003 – Medal Komisji Edukacji Narodowej[1]
- 2008 – Brązowy Medal „Zasłużony Kulturze Gloria Artis”[7]